# Groupe industriel Marcel Dassault
Pour les articles homonymes, voir Dassault.
Groupe industriel Marcel Dassault, abrégé en GIM Dassault, ou plus simplement le groupe Dassault, est une holding basée en France, appartenant à la famille Dassault. 

## Historique
La holding porte le nom de Marcel Dassault (1892-1986), son fondateur en 1929
La holding est dirigée par Éric Trappier depuis janvier 2025, après une présidence de Charles Edelstenne depuis 2018, qui a succédé à Serge Dassault. 
En 2018, la fortune professionnelle de la famille Dassault est estimée à 23,8 milliards d'euros, et le chiffre d’affaires de la holding a été de 41,1 millions d’euros sur l’année correspondante.

## Filiales et participations

Structure de Dassault Aviation en 2012.

Les filiales et participations du groupe sont les entreprises suivantes :
- le groupe Figaro, groupe de presse qui possède :
  - la société du Figaro, qui édite Le Figaro,
  - CCM Benchmark,
  - Figaro Classifieds ;
- Dassault Aviation à 62 %[5] qui possède elle-même[6] :
  - Dassault Falcon Jet (100 %),
  - Thales (26 %), groupe d'électronique spécialisé dans l'aérospatiale, la défense, la sécurité et le transport terrestre,
  - Dassault Procurement Services (100 %),
  - Dassault Falcon Service (100 %), maintenance et location de Falcon,
  - Sogitec Industries (100 %) ;
- Dassault Systèmes (45,1 %), éditeur de logiciel de conception 3D et de cycle de vie des produits ;
- Immobilière Dassault (59,8 %), foncière de bureaux et de commerces ;
- Château Dassault, domaine viticole de Saint-Émilion ;
- Artcurial, maison de ventes aux enchères ;
- Bloom, une plateforme spécialisée dans l'analyse de données[7].

La Société anonyme belge de constructions aéronautiques et la Société de véhicules électriques (SVE) ont longtemps été des filiales, revendues en 2020 et 2010. Le groupe a aussi possédé, dans les années 2010, un participation minoritaire dans Veolia. Entre 2004 et 2007, le groupe a également possédé le Football Club de Nantes Atlantique.

### Chiffre d'affaires des filiales
Le chiffre d'affaires en 2015 des différentes filiales du groupe a été le suivant :
| Filiale                 | Chiffre d'affaires |
| ----------------------- | ------------------ |
| Dassault Aviation       | 3,7 milliards €    |
| Dassault Systèmes       | 3,1 milliards €    |
| Dassault Falcon Jet     | 1,75 milliard €    |
| Groupe Figaro           | 500 millions €     |
| SABCA                   | 176,4 millions €   |
| Dassault Falcon Service | 155 millions €     |
| Artcurial               | 192 millions €     |
| Sogitec                 | 83,2 millions €    |
| Immobilière Dassault    | 11,3 millions €    |
| Château Dassault        | 2,5 millions €     |